# 薔薇の名前 (映画)
『薔薇の名前』（ばらのなまえ、The Name of the Rose）は、1986年のフランス・イタリア・西ドイツのミステリ映画。監督はジャン＝ジャック・アノー、出演はショーン・コネリーとクリスチャン・スレーターなど。ウンベルト・エーコによる同名小説『薔薇の名前』の映画化作品。

## ストーリー

### 回想と始まり
映画は、北イタリアの山地のなかに聳える壮麗な修道院の建物を見上げる情景から始まる。修道院は高台に建っており、そこへと昇る上がり坂をカメラのレンズは追って行く。背景に音楽が流れ、老いたメルクのアドソのナレーションが入る。アドソは述べる。「我が貧しき生涯もその終わりへと近づいた。わたしは若き頃に出会った、恐るべき事件を思い出す。それは寒さに満たされた北イタリアの僻地の修道院で起こったことで、主の年1327年のことだった……」
カメラは高台に昇りつめ、修道院の巨大な門を映し出す。バスカヴィルのウィリアムとメルクのアドソは、この門をくぐり、待ちかまえていた修道士から挨拶を受け、修道院の敷地へと進んで行く。修道院に税を払うため、列をなす貧しい農民の姿があり、付属する小さな建物が傍らに過ぎて行く。こうして二人は準備されていた個室へと入る。
アドソが用を足しに出ていった後、ウィリアムはカラスの声がするので、窓を開けて中庭を見ると、そこには真新しい墓の土盛りがある。そのとき、扉をノックする音と共に、修道院長アッボーネが入ってきて、ラテン語で歓迎の挨拶の言葉を述べ、ウィリアムも挨拶を返す。しかし、型どおりの挨拶が済んでもアッボネーは何かを迷っているようで、佇んでいる。ウィリアムは「最近、修道士が亡くなったとか」と水を向けると、アッボーネは決意して事情を話す。若い修道士が図書館から飛び降りたか落下して死亡した。しかし、図書館には窓がない。またなぜ彼が死んだのか不明である。修道士たちのあいだで不安が広がっている。
それを聞いたウィリアムは、「超自然の力を疑っておられるのですな、院長」と述べる。そのとき、アドソが部屋に戻って来て、ウィリアムは修道院長にアドソを紹介する。「これは、わたしの弟子・修練士のメルクのアドソ、メルク男爵の末子」と。修道院長は話を戻し、このような事件は、共同体の平安を乱す。経験を持った方の助力を得たい、と述べる。元異端審問官で、「悪魔の力」と戦う任務にあったウィリアムはうなずき、怪死事件の謎の解明を引き受ける。

### 出会いと最初の探索
依頼を受けたウィリアムは、修道士の遺体が発見されたという場所を調べる。そこは坂になっている。坂の上の方から、大きな石を転がすと、石は発見場所まで転がり落ちる。「ここに落ちたのだ」とウィリアムはアドソに語りかける。「とすると」と呟きつつウィリアムは上を見る。そのとき、高台の修道院敷地から、残飯を含んだごみが投棄され、二人の近くでぼろを着た人々が残飯に群がる。そのなかに貧しい服装の女がいる。アドソは彼女を見ていた。少女がふと振り返り、そのとき、アドソと少女の視線が合い、二人はしばらく見つめ合っている。
場面が変わり、ウィリアムとアドソの二人は図書館の一階の写字室へと入って行く。そこは明るく、多数の作業机が並んでおり、大勢の修道士が作業に勤しんでいる。死んだ修道士は挿絵画家だったということで、その作業机を教えてもらって、ウィリアムは老眼の目に度の強い眼鏡をかけて、死んだ画家が描いていた写本の挿絵を見てみる。「猿が司教冠をかぶっている」とウィリアムは言う。「この画家はユーモアがあった」。ウィリアムは机の上に別の本があるのに気づき、そちらに手を伸ばそうとすると、本の山を持った図書館管理者（司書）のマラキーアがやってきて、いきなり本の山を机の上に置く。
ウィリアムは諦め机を離れる。丁度入ってきた図書館副司書で非常に肥満したベレンガーが、床を走る鼠に驚いて、女のような甲高い悲鳴を上げる。室内の修道士たちは大声で笑うが、突如、「笑うな！」という峻厳な命令の声が響き、室内は静寂に戻る。命令の声を発したのは、杖を付く盲目の長老ブルゴスのホルヘであった。ウィリアムは、「笑いは禁じられているのですか？」と尋ねる。ホルヘは、「笑い」はキリスト教徒には相応しくなく、そもそも人間にとって笑いは悪なのだと言う。
ウィリアムはそれに反論し、非常に面白い話を即興で述べる。部屋のなかの修道士たちは、またもや笑い出すが、ホルヘは杖を振り上げ、怒りの声を発する。ウィリアムは自分より年齢が上で、高い地位にあるホルヘに対する無礼を詫びる。中世のマナーでは、修道士であっても、身分が下の者が、上の者を愚弄するようなことを述べるのは間違いだからである。「おゆるしください、師ホルヘ」とウィリアムは身を低くして謝罪する。ホルヘは謝罪を受け入れるが、なお杖を振り回し、唸る。
その夜は奇妙なことがあり、ウィリアムが耳を澄ますと、誰かが自分の身体を鞭で打っているような音が聞こえる。また、誰も気づかないが、くらがりのなか、明かりで照らされた場所にヴェナンツイオがホルヘと並んで座り、彼はギリシア語の本を音読してホルヘに聞かせながら、なぜかくすくす笑っている。

## キャスト
| 役名                           | 俳優                                 | 日本語吹替                                                      |
| 役名                           | 俳優                                 | テレビ朝日版                                                    |
| ------------------------------ | ------------------------------------ | --------------------------------------------------------------- |
| バスカヴィルのウィリアム       | ショーン・コネリー                   | 石田太郎                                                        |
| 異端審問官ベルナール・ギー     | F・マーリー・エイブラハム            | 津嘉山正種                                                      |
| ウィリアムの弟子メルクのアドソ | クリスチャン・スレーター             | 草尾毅                                                          |
| 異端者サルヴァトーレ           | ロン・パールマン                     | 樋浦勉                                                          |
| 盲目の師ブルゴスのホルヘ       | フェオドール・シャリアピン・ジュニア | 大塚周夫                                                        |
| セヴェリナス                   | エリヤ・バスキン                     | 牛山茂                                                          |
| マラキア                       | ヴォルカー・プレクテル               | 千田光男                                                        |
| 修道院長アッボーネ             | ミシェル・ロンスダール               |                                                                 |
| 唯一無名な農民の少女           | ヴァレンティナ・ヴァルガス           |                                                                 |
| 役不明又はその他               |                                      | 田中信夫 小林修 大平透 小島敏彦 菅生隆之 八奈見乗児 宮内幸平 他 |
|                                |                                      |                                                                 |
| 初回放送                       |                                      | 1991年3月3日 『日曜洋画劇場』                                   |

## プロダクション・ノート
映画は、舞台となる中世修道院での生活や道具、慣習などを忠実に再現するため、衣服から小道具に至るまで詳細に復元を行った。撮影は、三箇所で行われ、一つは、北イタリアの山地に実際に造られた野外セットで、ここには巨大な修道院と文書館の建造物が建てられた（とはいえ、一種のパネルであって、実際の三次元的な建造物ではない）。
修道院内部の礼拝堂等は、ドイツのヘッセン州エルトヴィレ・アム・ラインにあるエーバーバッハ修道院（commons:Kloster Eberbach）を改装して利用した。エーバーバッハ修道院は葡萄酒の貯蔵場所として使われていて、もはや修道院として人は住んでいなかったが、改装により中世の修道院の内部が復元された。第三に迷宮図書館は、ローマ郊外のチネチッタ撮影所内部に造られたセットであった。
映画化にあたってのドキュメントに、『映画「バラの名前」　その完成までのドキュメント』（谷口勇訳　而立書房　1987年）がある。